# Ayçe Abana
Ayçe Abana (* 2. Dezember 1971 in Izmir) ist eine türkische Schauspielerin und Drehbuchautorin.

## Leben und Karriere
Abana wurde am 2. Dezember 1971 in Izmir geboren. Nach ihrem Abschluss an der Karşıyaka Gazi High School begann sie ihr Studium der Musikwissenschaften an der Dokuz Eylül Üniversitesi, wechselte später jedoch zum Fachbereich Schauspiel.
Ihr Debüt gab sie 2002 in der Fernsehserie Unutma Beni. Zu ihren bekanntesten Werken gehören Hayat Bilgisi, Elveda Rumeli, Binbir Gece und Hokkabaz. Neben der Schauspielerei schrieb sie auch Drehbücher, etwa für die Serie Hırçın Kız Kadife.

## Filmografie
Filme
- 2006: Hokkabaz
- 2014: Otel Divane
- 2024: Sırrını Biliyorum

Serien
- 2002: Unutma Beni
- 2002: İki Arada
- 2004–2006: Hayat Bilgisi
- 2006: Selena
- 2007–2008: Elveda Rumeli
- 2008: Binbir Gece
- 2008–2009: Canım Ailem
- 2010–2011: Halil İbrahim Sofrası
- 2013–2014: Eski Hikâye
- 2019: Arka Sokaklar